# Nicolas Barone
Nicolas Barone (París, 6 de marzo de 1931 - Mougins, 31 de mayo de 2003) fue un ciclista francés que fue profesional entre 1955 y 1961. A lo largo de su carrera consiguió 7 victorias, entre ellas dos ediciones de la París-Camembert. El 1957 vistió el maillot amarillo del Tour de Francia durante una etapa.

## Palmarés
- 1954
  - 1.º de la Ruta de Francia
- 1955
  - 1.º en el Critèrium de Langon
  - 1.º en el Premio de la Trinidad a Guéret
- 1957
  - Vencedor de una etapa a la Vuelta en Luxemburgo
  - Vencedor de una etapa en la París-Niza
  - Premio de la Combatividad del Tour de Francia
- 1958
  - 1.º de la París-Camembert
  - 1.º en el Premio de Cazes-Mondenard
- 1959
  - 1.º de la París-Camembert

### Resultados al Tour de Francia
- 1955. 56.º de la clasificación general
- 1956. 38.º de la clasificación general
- 1957. 40.º de la clasificación general. Lleva el maillot amarillo durante 1 etapa
- 1958. Abandona (15.ª etapa)